# 氟铝酸钠
氟铝酸钠，為冰晶石的主要成份，化学式Na3AlF6。

## 性质
氟铝酸钠是一种无色单斜晶体，常因含有杂质而呈灰白色、淡黄色、淡红色甚至黑色。常呈不可分割的致密块体，有玻璃光泽。微溶于水，水溶液呈酸性。遇硫酸放出剧毒的氟化氢气体。

## 制备
1、氟化钠与氟化铝进行反应，再经过滤、干燥，制得成品。
{\displaystyle {\rm {\ 3NaF+AlF_{3}\rightarrow Na_{3}AlF_{6}}}}
2、干法 气态氟化氢在400～700°C通过氢氧化铝，生成氟铝酸，然后与碳酸钠高温反应，再经过滤和烘干得冰晶石成品。
{\displaystyle {\rm {\ 6HF+Al(OH)_{3}\rightarrow AlF_{3}\cdot 3HF+3H_{2}O}}}
{\displaystyle {\rm {\ 2AlF_{3}\cdot 3HF+3Na_{2}CO_{3}\rightarrow 2Na_{3}AlF_{6}+3CO_{2}\uparrow +3H_{2}O}}}

## 用途
氟铝酸钠主要用作电解炼铝时的助熔剂、农作物的杀虫剂、搪瓷釉药的熔融剂及乳白剂。也用于制造乳白玻璃，以及铝合金、铁合金和沸腾钢生产中的电解液及砂轮的配料等。